# یواس‌اس ال‌اس‌تی-۷۱۲
یواس‌اس ال‌اس‌تی-۷۱۲ (به انگلیسی: USS LST-712) یک کشتی بود که طول آن ۳۲۸ فوت (۱۰۰ متر) بود. این کشتی در سال ۱۹۴۴ ساخته شد.